# Archaeorhizomycetes
Archaeorhizomycetes Rosling & T.Y. James – klasa grzybów z gromady workowców (Ascomycota).

## Systematyka
Klasę Archaeorhizomycetes utworzyli Anna Rosling i Timotchy James w 2011 r. Jest to takson monotypowy, do którego należy tylko jeden rodzaj:
- rząd: Archaeorhizomycetales Rosling & T.Y. James 2011
  - rodzina: Archaeorhizomycetaceae Rosling & T.Y. James 2011
    - rodzaj: Archaeorhizomyces Rosling & T.Y. James 2011[2].